# Ormyrus unimaculatipennis
Ormyrus unimaculatipennis är en stekelart som beskrevs av Girault 1916. Ormyrus unimaculatipennis ingår i släktet Ormyrus och familjen kägelglanssteklar. Inga underarter finns listade i Catalogue of Life.